# Rugantino (comédie musicale)
Pour les articles homonymes, voir Rugantino.
Rugantino est une comédie musicale de Pietro Garinei et Sandro Giovannini, qui a débuté à Rome au Teatro Sistina le 15 décembre 1962. La musique a été écrite par Armando Trovajoli.

## Description
C'est une comédie se déroulant dans la Rome pontificale du XIXe siècle. Les acteurs qui ont joué dans la première édition sont Nino Manfredi (Rugantino), Aldo Fabrizi (dans le rôle de Mastro Titta, un bourreau historique), Lea Massari (Rosetta, remplacée plus tard par Ornella Vanoni) et Bice Valori (Eusebia). Dans la deuxième édition italienne, Rugantino était interprété par Enrico Montesano et Rosetta par Alida Chelli.
La comédie a également été interprétée à Toronto et à New York en ouverture du Mark Hellinger Theatre en février 1964, dans une version anglaise traduite par Alfred Drake avec une traduction lyrique de'Edward Eager.